# Jean-Pierre Lepine
 (juin 2019).
Si vous disposez d'ouvrages ou d'articles de référence ou si vous connaissez des sites web de qualité traitant du thème abordé ici, merci de compléter l'article en donnant les références utiles à sa vérifiabilité et en les liant à la section « Notes et références ».
Jean-Pierre Lepine né le 28 juin 1959 à Quaregnon, est un homme politique belge, membre du Parti socialiste.

## Parcours scolaire et professionnel
Il est diplômé de l’enseignement secondaire supérieur-section économique et dispose d'une formation d’aide comptable.

## Parcours politique
Affilié au Parti socialiste depuis 1978 et à la MJT en 1973, il décide de se présenter aux élections communales de 1988 à Quaregnon. Il est élu conseiller communal depuis. Le 9 janvier 1995, il devient échevin des Sports, Fêtes et Classes Moyennes, et 1er Échevin à Quaregnon en 2006.
Il est bourgmestre de cette même commune depuis le 3 décembre 2012.
Après les élections régionales de mai 2019, son nombre de voix de préférence de 8605 le place dans les 25 % des membres de son groupe politique disposant du plus haut taux de pénétration. Selon le décret décumul cela l'autorise à cumuler son mandat de député wallon et une fonction dans un exécutif local, celle de bourgmestre de la commune de Quaregnon dans son cas.

## Mandats politiques[2]
- Depuis 1988 : Conseiller communal de la commune de Quaregnon ;
- 09/01/1995 - 03/12/2012 : Échevin de la commune de Quaregnon ;
- Depuis le 27/10/2012 : Conseiller provincial de la province de Hainaut (vice-président depuis le 22/11/18[3]) ;
- Depuis le 03/12/2012 : Bourgmestre de la commune de Quaregnon ;
- Depuis le 11/06/2019 : Député au Parlement wallon ;
- Depuis le 18/06/2019 : Député de la Communauté française.